# Cousolre
Cousolre (in vallone Coussour) è un comune francese di 2 479 abitanti situato nel dipartimento del Nord nella regione dell'Alta Francia.

## Società

### Evoluzione demografica
Abitanti censiti